# Aurel Ciupe

Aurel Ciupe, Autoportret

Aurel Ciupe (n. 16 mai 1900, Lugoj - d. 18 iulie 1988, Cluj) a fost artist vizual român, curator de artă, educator, pictor și desenator.

## Biografie

### Educație, primii ani
A urmat Liceul Coriolan Brediceanu și a fost ucenic al pictorului academic Virgil Simonescu.

### Academia Julian și carieră
În timpul primului război mondial a frecventat școala liberă de pictură de la Baia Mare. A urmat apoi cursurile Academiei de Arte din București și apoi îl găsim la Academia Julian din Paris, ca bursier. În perioada studiilor la Paris, Aurel Ciupe a fost impresionat de opera pictorilor Pierre-Auguste Renoir, Paul Cézanne și Claude Monet. A mai studiat o vreme și în Italia.
Este autorul a numeroase portrete compoziționale, naturi moarte și peisaje.
A fost profesor la Institutul de Arte Plastice din Cluj și director al Muzeului Banatului din Timișoara.
În 1932, Aurel Ciupe a preluat postul de custode al pinacotecii din Târgu Mureș, cumulând și postul de profesor la Școala Orășenească Liberă de Pictură. În această funcție a achiziționat 120 de lucrări aparținând maeștrilor Nicolae Grigorescu, Ion Andreescu, Ștefan Luchian, Nicolae Tonitza, Aurel Ciupe, Ion Vlasiu și Octav Băncilă, care au stat ani de zile în depozitele instituției, fiind expuse doar sporadic, din lipsă de spațiu.

## Distincții
- Ordinul Muncii clasa a III-a (9 iunie 1954) „pentru merite deosebite în domeniul artelor plastice”[7]
- titlul de Maestru emerit al artei din Republica Populară Romînă (15 mai 1957) „pentru merite deosebite în activitatea artistică, pedagogică, precum și în munca din alte domenii ale culturii”[8]
- Ordinul „Meritul Cultural” clasa a III-a (26 septembrie 1966) „pentru merite deosebite în activitatea literară, artistică și de răspîndire a culturii naționale, cu prilejul Centenarului Academiei Republicii Socialiste România”[9]
- Ordinul „Meritul Cultural” clasa I (1968) „pentru activitate deosebită în domeniul artelor plastice”[10]